# 周明仲
周明仲，字居晦，福建建陽三桂里人。南宋政治人物。
乾道五年（1169年）中进士。淳熙年间，任光泽县知县、提举常平茶盐公事，淳熙十年（1183）为鄂州录事参军。淳熙十一年，周明仲主管建阳长滩社仓，力為振葺，兼朱子夏貸冬斂收息什二之法，三年所收溢於元額。继其事而终有成，朱子作《鄂州社稷坛记》《建宁府建阳县长滩社仓记》。
周明仲之父为周谊（字少賈）。周明仲之弟为周明作（字元興）。兄弟皆为朱熹弟子。